# ويليام ويلز براون
ويليام ويلز براون (1814 - 6 نوفمبر 1884) (بالإنجليزية: William Wells Brown)‏. هو روائي وكاتب مسرحي ومؤرخ أمريكي من أصل أفريقي. ولد عبدأً في جنوب الولايات المتحدة، ولكنه هرب إلى الشمال في عام 1834، حيث عمل في تحرير العبيد. وتعتبر روايته «كلوتيل» (1853) أول رواية مكتوبة من قبل أمريكي من أصل أفريقي. ونشرت في لندن، حيث كان يعيش هناك. وكان براون رائداً في العديد من المجالات الأدبية، بما في ذلك أدب الرحلات والخيال والدراما. له مدرسة تحمل اسمه في ولاية كنتاكي.
انتقل إلى إنجلترا هرباً من العبودية في الولايات المتحدة. بعد ذلك عاد هو وعائلته إلى وطنه بعد أن نال حريته عندما اعتقه في عام 1854 زوجين بريطانيين.

## حياته فترة العبودية
ينحدر ويليام من نسل راكب سفينة المايفلاور ستيفن هوبكنز من جهة أبيه، وقد وُلد عبدًا في عام 1815 (أو 15 مارس 1815) بالقرب من ليكسينغتون بولاية كنتاكي، إذ كانت والدته إليزابيث عبدة (من أصول أمريكية أصلية وإفريقية سوداء). احتجزها الدكتور جون يونغ وكان لديها سبعة أطفال، لكل طفل منهم أب مختلف. (بالإضافة إلى ويليام، كان أطفالها سولومون وليندر وبنجامين وجوزيف وميلفورد وإليزابيث). كان ويليام من عرق مختلط. كان والده جورج دبليو هيغينز، وهو مزارع أبيض وابن عم سيده الدكتور يونغ. اعترف هيغينز رسميًا بأن ويليام هو ابنه وجعل يونغ يتعهد بعدم بيعه. لكن خلف يونغ بوعده وباع الولد وأمه. بيع ويليام عدة مرات قبل أن يبلغ عشرين عامًا.
وقد تعرف الباحثان رون جاكسون الابن ولي سبنسر وايت على شقيق ويليام جوزيف، الذي كان عبدًا لويليام باريت ترافيس، قائد معركة ألامو، والذي كان أحد الناجين القلائل من المعركة.
قضى ويليام غالبية فترة شبابه في سانت لويس (ميزوري). استأجره أسياده للعمل على السفن البخارية على نهر ميزوري، ثم على الطريق الرئيسي للسفن البخارية وفي تجارة الرقيق. سمح له عمله برؤية العديد من الأماكن الجديدة. هرب مع والدته في عام 1833 عبر نهر المسيسيبي، لكن قُبضا عليهما في إلينوي. في عام 1834، حاول براون الهروب ثانية، وتسلل بنجاح بعيدًا عن السفينة البخارية عندما رست في سينسيناتي، أوهايو، وهي ولاية حرة.
بعد أن أصبح حرًا، استعمل ويليام اسم ويلز براون، وساعده صديق تابع لجمعية الأصدقاء الدينية (الكويكرز) بعد هروبه، من خلال توفير الطعام والملابس وبعض المال. لقد تعلم القراءة والكتابة وسعى بشغف لتعلم المزيد، وقرأ بنهم للتعويض عما حُرم منه سابقًا. عينه في هذه الفترة إيليا لوفجوي وعمل مع أشهر مندد بإلغاء الرق في مكتب الطباعة الخاص به.

## زواجه وأسرته
خلال عامه الأول من الحرية عام 1834، تزوج براون في سن العشرين من إليزابيث شونر. كان لديهما ابنتان نجتا حتى البلوغ: كلاريسا وجوزفين. انفصل ويليام وإليزابيث فيما بعد. توفيت إليزابيث في عام 1851 في الولايات المتحدة.
عاش براون في إنجلترا مع بناته منذ عام 1849، وقدم حاضرات عديدة منددًا بضرورة إلغاء العبودية. بعد أن اشترى زوجان بريطانيان حريته في عام 1854، عاد براون مع بناته إلى الولايات المتحدة، واستقروا في بوسطن. تزوج براون البالغ من العمر 44 عامًا مرة أخرى في 12 أبريل 1860، من آنا إليزابيث غراي البالغة من العمر 25 عامًا في بوسطن.
نشرت ابنة ويليام جوزيفين براون في عام 1856 كتاب السيرة الذاتية لعبد أمريكي (Biography of an American Bondman) (1856)، وهي رواية محدثة عن حياته، تعتمد بشكل كبير على حقائق ومعلومات ذُكرت في كتاب سيرة والدها الذاتية لعام 1847. وأضافت تفاصيل عن الانتهاكات التي تعرض لها كعبد، وكذلك معلومات جديدة عن سنوات حياته في أوروبا.

## وصلات خارجية
- ويليام ويلز براون على موقع الموسوعة البريطانية (الإنجليزية)

- مؤلفات ويليام ويلز براون في مشروع غوتنبرغ